# Latgalija
Latgalija (latgalsko Latgola, latvijsko Latgale)  je ena od zgodovinskih latvijskih pokrajin. Je najvzhodnejša regija države in leži severno od Zahodne Dvine. Medtem ko je večina Latvije zgodovinsko luteranska, je Latgalija pretežno katoliška. Po raziskavah leta 2011 je katolikov kar 65,3 % prebivalcev. Po protireformaciji je bila najsevernejša večinsko katoliška provinca ali regija v Evropi. V Latgaliji obstaja tudi številčna pravoslavna manjšina – 23,8 % prebivalcev, od tega 13,8 % ruskih pravoslavnih kristjanov in 10,0 % starovercev. Leta 2020 je imela regija 255.968 prebivalcev.
V pokrajini živi veliko Rusov, zlasti v Daugavpilsu, največjem mestu v regiji in mestu z edino javno univerzo v regiji. Mnogi Rusi, ki so živeli v Latgaliji pred uvedbo sovjetske oblasti, so staroverci. Rēzekne, pogosto imenovan srce Latgalije, Krāslava in Ludza so druga večja mesta v regiji, kjer živi tudi beloruska manjšina. Obstaja tudi pomembna poljska manjšina. Kot del Pološke in Vitebske gubernije je imela regija zelo veliko judovskega prebivalstva. Večina Judov je bila umorjena v koncentracijskih taboriščih med drugo svetovno vojno, večina preživelih pa se je izselila. Prisotnost baltskih Nemcev, razen v Daugavpilsu, je bila v Latgaliji manjša kot v drugih regijah Latvije. Po podatkih latvijskega uradnega statističnega portala je Latgalija edina regija v Latviji, kjer število Slovanov presega število etničnih Latvijcev.
Povprečni dohodki v regiji so nižji kot drugod v državi. Latgalija ima tudi najvišji odstotek prebivalcev v Latviji, ki jim grozi revščina (32,7 % leta 2023). 

## Jezik
Leta 2011 je v regiji 97.600 ljudi govorilo latgalski jezik, ki je standardizirana oblika lokalnih različic visokolatvijskega narečja.
Od leta 2004 je uporaba latgalskega jezika predmet obsežne sociolingvistične/etnolingvistične ankete in študije, ki jo izvajata Rēzekne Augstskola in Center d'Étude Linguistiques Pour l'Europe.

## Zgodovina

### Zgodnja zgodovina
Ozemlje današnje Latgalije je bilo prvotno naseljeno z vzhodnobaltskimi Latgalci. V 10. in 12. stoletju sta na ozemlju sodobne Latgalije in vzhodnega Vidzemeja obstajali dve kneževini:  Jersika in Atzele. Razen Latgalije so Latgalci naseljevali tudi dele sodobne Pskovske oblasti v Rusiji in Vitebske oblasti v Belorusiji. 
V prvem desetletju 13. stoletja se je kneževina Jersika, znana tudi kot Lettia, povezala s Polocko kneževino in litovskimi knezi proti Livonski škofiji, a je bila leta 1209 poražena. Del Jersike je po porazu pripadel Livonski škofiji, drugi del Livonskim bratom meča, preostanek pa je postal vazalna država Livonskega reda. Slednja je bila po smrti kralja Visvaldisa leta 1239 vključena v ozemlje Livonskega reda. 
Leta 1242 je vzhodna Latgalija po porazu v bitki na Čudskem jezeru začasno prešla pod okrilje Novgorodske republike. Leta 1263 so Livonski vitezi začeli v bližini jezera Rāzna graditi grad Wolkenburg kot osrednji samostan reda. Grad je bil je najstarejša trdnjava reda v Latgaliji.
Leta 1277 je veliki vojvoda Traidenis Litvanski neuspešno oblegal novozgrajeni grad Daugavpils. 

### Latgalija kot del poljsko-litovske Republike obeh narodov
Latgalska ozemlja so ostala del Livonske konfederacije vse do livonske vojne. Med to vojno je Latgalijo priključila Velika litovska kneževina (1559–1562), ki je bila leta 1569 vključena v poljsko-litovsko Republiko obeh narodov. Leta 1577 je Ivan IV. Ruski priključil Latgalijo k svojemu carstvu, vendar se je po uspešnem pohodu poljskega kralja in velikega litovskega kneza Štefana Bathoryja v Livonijo z Jam Zapoljskim mirovnim sporazumom, sklenjenim 15. januarja 1582, odpovedal svojim zahtevam po Livoniji.
Leta 1621 je bila večina Livonske vojvodine odstopljena Švedskemu cesarstvu, del vojvodine, vključno z Latgalijo, pa je ostal pod poljsko-litovsko oblastjo. Ta del je postal znan kot Inflantsko vojvodstvo. Z ustanovitvijo Inflantskega vojvodstva je regija postala tisto, kar je danes znano kot Latgalija. V tem obdobju se je latgalski jezik razvijal ločeno od latvijščine, ki so jo govorili v drugih delih Latvije, in bil pod vplivom poljščine.

### Latgalija kot del Ruskega imperija
Leta 1772 je bila Latgalija po prvi delitvi Poljske vključena  v Vitebsko gubernijo Ruskega carstva. Leta 1860 je skozi Daugavpils in Rēzekne stekla železniška proga Sankt Peterburg–Varšava. Leta 1865 se je kot del ruske protipoljske politike začelo obdobje rusifikacije, v katerem je bil latgalski jezik, pisan v latinici, prepovedan. 
Prepoved je bila odpravljena leta 1904 in začelo se je obdobje latgalskega prebujenja. Dve leti pozneje je bil latgalski politik Francis Trasuns izvoljen za člana državne dume Ruskega carstva.

### Latgalija kot del neodvisne Latvije
Na Prvem kongresu Latgalskih Latvijcev leta 1917 je bilo odločeno, da se okrožja Dvinski, Ljucinski in Režicki, naseljena večinoma z Latvijci, vključijo v Livonsko gubernijo. 17. decembra 1918 je gubernija postala del latvijske sovjetske avtonomije Iskolat in del Latvijske sovjetske socialistične republike.
Januarja 1920 so združene sile latvijske in poljske vojske v bitki za  Daugavpils:76–77  premagale sovjetsko 15. armado, kar je 13. januarja privedlo do odstopa vlade sovjetske Latvije in 1. februarja 1920 do sklenitve latvijsko-ruskega premirja. 
Po podpisu latvijsko-sovjetskega  mirovnega sporazuma so bili deli Vitebske in Pskovske gubernije vključeni v novo Republiko Latvijo. Na združenih etnično latvijskih ozemljih so bila ustanovljena okrožja  Daugavpils, Ludza, Rēzekne in Jaunlatgale, kasneje okrožje Abrene. 

### Druga svetovna vojna
Med drugo svetovno vojno je Latgalijo najprej okupirala Sovjetska zveza leta 1940, nato pa nacistična Nemčija leta 1941. Leta 1944, na začetku druge okupacije Latvije s strani Sovjetske zveze, so bile vzhodne občine okrožja Abrene, vključno z Abrenejem, vključene v Rusko SFSR. 
Po razpadu Sovjetske zveze in ponovni vzpostavitvi latvijske neodvisnosti leta 1991 je Latgalija ponovno pridobila status ene od kulturnih regij Republike Latvije. 

## Geografija
Latgalija ima površino 14.547 km2 in je večja od nekaterih evropskih držav, kot so Črna gora, Ciper in Luksemburg. Je najvzhodnejša regija Latvije in se nahaja severno od Zahodne Dvine in nima dostopa do morja.  Meji na Rusijo in Belorusijo. Najbolj naseljeni mesti sta Daugavpils (82.046 prebivalcev) in Rēzekne (31.216 prebivalcev). 
Zaradi velikega števila jezer je znana kot dežela jezer. Največje jezero v Latgaliji in drugo največje v Latviji je jezero Rāzna v občini Rēzekne. Njegova površina je 57,81 km2.  Jezero Drīdzis  v občini Krāslava je najgloblje jezero v Latviji z največjo globino 65,1 metra. Najdaljša reka v Latgaliji je Dubna, ki je z dolžino 120 kilometrov osma najdaljša v Latviji. Drugi večji reki v regiji sta Rēzekne (116 km) in Malta (105 km). 
Najvišja točka Latgalije je Lielais Liepukalns, visok 289,8 metra. 

## Kultura

### Religija
| Religije v Latgaliji (2011) | Religije v Latgaliji (2011) | Religije v Latgaliji (2011) | Religije v Latgaliji (2011) | Religije v Latgaliji (2011) |
| --------------------------- | --------------------------- | --------------------------- | --------------------------- | --------------------------- |
| Religija                    | Religija                    |                             | Odstotek                    | Odstotek                    |
| Katoliška                   | Katoliška                   |                             | 65,8%                       | 65,8%                       |
| Pravoslavna                 | Pravoslavna                 |                             | 13,8%                       | 13,8%                       |
| Staroverska                 | Staroverska                 |                             | 10,0%                       | 10,0%                       |
| Luteranska                  | Luteranska                  |                             | 5,0%                        | 5,0%                        |
| Brez religije               | Brez religije               |                             | 5,8%                        | 5,8%                        |

Prebivalci Latgalije so zaradi vpliva katoliške poljsko-litovske Republike obeh narodov pretežno katoliki. Leta 2011 je bilo v pokrajini 65,8 % katolikov. Luteranstvo je manj pogosto kot drugod v Latviji. 
Eno najpomembnejših katoliških duhovnih središč v Latviji je Aglona. Aglonska bazilika vnebovzetja, zgrajena leta 1780, je eno od osmih mednarodnih svetišč, ki jih priznava Vatikan, in je priljubljena destinacija romarjev. Aglono vsako leto 15. avgusta obišče na tisoče romarjev iz Latvije in tujine. Aglono sta obiskala tudi papeža Janez Pavel II. leta 1993 in Frančišek leta 2018.

### Latgalska keramika
Zgodovinsko gledano je bila Latgalija najbolj plodovita proizvajalka keramičnih izdelkov v Latviji. Arheološke raziskave so pokazale, da so Latgalci v obdobju zgodnjesrednjeveške države Jersike dobro obvladovali lončarsko obrt. Najpogostejši lončarski proizvodi so bili  vuoraunīks (posoda za kuhanje), madaunīks (posoda za shranjevanje medu), sloinīks (posoda za shranjevanje sadnega džema), stuodiņs (posoda za shranjevanje kisle smetane), ļaks (posoda za shranjevanje olja), pīna pūds (posoda za shranjevanje kravjega mleka), kazeļnīks (posoda za shranjevanje kozjega mleka), puorūss (dobesedno "čez ročaj", posoda za prenašanje hrane na polje), bļūda (skleda) in kryuze, ki so se v lokalnih gospodinjstvih uporabljali za vsakdanjo rabo več stoletij.
V 20. stoletju so latgalski keramičarji začeli ustvarjati tudi okrasne izdelke, kot so svečniki in okrasni krožniki. Latgalska keramika je dosegla mednarodni sloves. Izdelki Andreja Paulānsa in Polikarpsa Vilcānsa so bili razstavljeni celo na Pariški svetovni razstavi leta 1937 in bili nagrajeni z zlato medaljo. V zgodnjem sovjetskem obdobju so bili latgalski keramičarji obremenjeni z visokimi davki in so bili prisiljeni včlaniti se v kolhoze. V 50. letih prejšnjega stoletja so postali  keramičarji bolj spoštovani zaradi navdušenega umetnostnega zgodovinarja Jānisa Pujātsa, rojenega v Gaigalavah, ki je organiziral razstave v Latviji in zunaj njenih meja, na katerih so bila predstavljena dela več latgalskih keramičarjev. Leta 1958 sta Andrejs Paulāns in Polikarps Vilcāns postala prva latgalska keramičarja, priznana kot ljudska umetnika Latvijske SSR.
Keramika ostaja ena od zaščitnih znamk Latgalije z veliko zapuščino. Keramični studio Latgalije v Rēzekneju, ustanovljen leta 1976, se je leta 1986 preimenoval v Atelje ljudske uporabne umetnosti Andrejsa Paulānsa. Po Paulānsu se imenuje tudi ena od ulic v latgalskem mestu Preiļi. V muzeju Rainis v Jasmuiži se nahajata preseljena delavnica in peč Andrejsa Paulānsa ter edinstvena lončena peč, ki jo je izdelal keramik Ādams Kāpostiņš. V Preiļiju je hišni muzej, posvečen prejemniku Reda treh zvezd - keramičarju Polikarpsu Čerņavskisu. 
Leta 2020 je Banka Latvije izdala spominski kovanec za 2 evra z napisom Latgalska keramika, na katerem je upodobljen svečnik.

## Pomembi Latgalci
Slavne osebe, ki so bile rojene ali zdaj živijo v Latgaliji:
Keramičarji: Andrejs Paulāns, Polikarps Vilcāns, Ādams Kāpostiņš

Slikarji: Staņislavs Kreics, Jāzeps Pīgoznis, Mark Rothko

Filmska režiserja: Jānis Streičs, Rolands Kalniņš

Klasični glasbeniki: Jānis Ivanovs, Iveta Apkalna, Nikolai Zaremba

Pisateli: Yury Tynyanov, Jānis Pujāts, Władysław Studnicki

Operna pevka: Kristine Opolais

Škofi: Jānis Bulis, Jānis Pujats, Julijans Vaivods, Antonijs Springovičs

Politiki: Francis Trasuns, Yakov Pliner, Ilze Viņķele, Jānis Tutins

Nogometaši: Artjoms Rudņevs, Edgars Gauračs, Aleksandrs Isakovs, Vladislavs Kozlovs, Aleksandrs Cauņa, Vadims Logins, Ivans Lukjanovs, Māris Smirnovs, Mihails Ziziļevs, Antonijs Černomordijs, Jurģis Pučinskis